# Bart schlägt eine Schlacht
Bart schlägt eine Schlacht (engl. Originaltitel: Bart the General) ist die fünfte Folge der ersten Staffel der US-amerikanischen Zeichentrickserie Die Simpsons.

## Handlung
Eines Morgens backt Lisa für ihre Lehrerin Mrs. Hoover und für einige andere Mitschüler sowie Otto Muffins. Vor der Schule aber nimmt sie ihr einer von Nelsons Freunden ab. Mit diesem legt sich sofort Bart an, weshalb Nelson angelaufen kommt und seinem Freund helfen will. Als er Bart festhält, schlägt dieser Nelson auf die Nase, woraufhin sie blutet. Als wenige Sekunden später der Unterricht beginnt, verspricht ihm Nelson Rache nach der Schule. Nach Unterrichtsende erwarten ihn Nelson und zwei seiner Freunde hinter dem Schulgebäude, wo sie ihn zusammen verhauen. Am Ende erzählen sie ihm, sie würden ihn von nun an jeden Tag um Viertel nach Drei verprügeln, stecken ihn in eine Mülltonne und rollen ihn eine Straße hinunter.
Bart ist in der Folgezeit sehr bedrückt. Als dies seine Eltern bemerken, will zunächst Marge ihm erzählen, er solle sich mit Nelson friedlich unterhalten. Doch Homer meint, dies sei nicht richtig, und erzählt seinem Sohn etwas über das Kämpfen. Da aber diese Tipps am nächsten Tag nichts nützen, wendet sich Bart an seinen Großvater Grampa. Dieser geht mit ihm zu seinem Bekannten Herman, einem einarmigen Kriegsveteran, der ihnen helfen will.
Zusammen halten die drei mit einigen anderen Schülern der Schule eine Besprechung, in der sie über einen Plan bereden, mit dem sie Nelson bekämpfen wollen. Zusammen bilden sie eine Art Armee, die sich mit zahlreichen Trainingseinheiten vorbereitet. Schließlich überraschen sie Nelson und seine Freunde und bewerfen sie mit Wasserballons. Da dies zu plötzlich geschieht, kann sich Nelson nicht wehren. Herman schreibt daraufhin ein Friedensabkommen, welches Bart und Nelson unterschreiben, woraufhin sie sich vertragen.

## Kulturelle Referenzen
Die Musik dieser Folge wurde direkt aus dem Film Patton – Rebell in Uniform entnommen. Da Fox die Rechte an diesem Film besaß, war es kein Problem, den Soundtrack zu verwenden. Die Folge nimmt mehrere Male Bezug auf Kriegsfilme: Die Sequenz, in der Bart mit seinen Soldaten marschiert, ist eine Anspielung auf den Film Full Metal Jacket aus dem Jahr 1987. Bart beendet diese Folge mit der ironischen Feststellung, dass Kriege nicht gut seien, jedoch die einzigen „guten Kriege“ die Amerikanische Revolution, der Zweite Weltkrieg und der „Krieg der Sterne“ (aus der Star-Wars-Trilogie) gewesen seien.

## Produktion
Diese Episode war ursprünglich zu lang, um bei ihr die normale Eröffnungssequenz zu verwenden (siehe dazu Die Simpsons#Eröffnungssequenz). Sie wurde daher ohne einen Couch-Gag und Tafel-Gag produziert; stattdessen wurde lediglich ein Bild des Hauses der Simpsons hinein geschnitten. David Silverman war Regisseur dieser Folge und während ihrer Produktion nach eigenen Angaben gestresst, weil er gleichzeitig mit dem Zeichnen von Storyboards für diese Episode und der Regie der Folge Bart wird ein Genie beschäftigt war. Ursprünglich plante Silverman den Song „War“ von Edwin Starr in dieser Folge zu verwenden, was aber letztlich nicht geschah, da entschieden wurde, der Song passe nicht zur Geschichte dieser Folge. Außerdem hatte diese Episode Probleme mit Zensoren, die nicht wollten, dass die Charaktere den Begriff „Kronjuwelen“ zur Primetime aussprechen. Die Produzenten aber ignorierten diese Hinweise und ließen den Begriff in der Folge.
Das Design des Charakters Herman wurde mit Ausnahme seines fehlenden Arms von Autor John Swartzwelder inspiriert. Hermans Stimme, welche in der Originalfassung der Serie von Harry Shearer gesprochen wurde, wurde teilweise von George H. W. Bush inspiriert. Eine ursprüngliche Idee für Herman war, bei jedem seiner Auftritte eine andere Geschichte für den Verlust seines Arms zu erzählen.

## Rezeption
Die Erstausstrahlung dieser Folge beendete mit einem Rating von 14,3 die Nielsen Ratings der Woche vom 29. Januar bis 4. Februar 1990 auf dem 31. Platz. Sie war in dieser Woche die am höchsten bewertete Sendung auf Fox.
Seit ihrer Erstausstrahlung erhielt die Folge überwiegend positive Kritiken. Die Autoren des Buches I Can't Believe It's a Bigger and Better Updated Unofficial Simpsons Guide, Warren Martyn and Adrian Wood, schrieben: „Einige gute Abschnitte und festgelegte Teile auf der anderen Seite – wir lieben Barts Todes-Phantasie in Nelsons Händen – trotzdem fühlt sich die Episode selbst ein bisschen unsicher, vor allem gegen Ende.“ In einer DVD-Rezension der ersten Staffel gab David B. Grelck der Folge eine Bewertung von 3 von 5 Punkten und fügte hinzu: „Eine weitere Folge, die dabei half, Barts Popularität bis in die Stratosphäre zu treiben [...]“ Colin Jacobson meinte in einer anderen Rezension zu dieser Folge, sie bleibe als primitives Beispiel von Die Simpsons zurück, sei aber eine ziemlich amüsante und unterhaltsame Erfahrung. Er fuhr fort, dass der Folge Feinheit und Clerverness im Gegensatz zu späteren Episoden fehlen würde. Matt Groening wies im Audiokommentar zu dieser Episode darauf hin, er finde es merkwürdig, wie kontrovers sie zum Zeitpunkt ihrer Veröffentlichung wirkte. Heute würden sie viel weiter gehen und für Groening sehe diese Episode heutzutage harmlos aus.

### Wissenschaftliche Studie
Bart schlägt eine Schlacht und die Seinfeld-Episode Die Tonbandaffäre wurden in einem Experiment des Dartmouth Colleges verwendet, um die Gehirnaktivität in Bezug auf humorvolle Momente im Fernsehen zu untersuchen. Die Ergebnisse dieser Studie wurden in einer 2004 erschienenen Ausgabe der wissenschaftlichen Zeitschrift NeuroImage veröffentlicht. Dort schrieben die Forscher Folgendes: „Während der Momente der Erkennung des Humors wurden signifikante Aktivitäten im linken, hinteren, mittleren, temporalen Gyrus [...] und im hinteren, minderwertigeren, frontalen Gyrus festgestellt.“